# Chazelles (Charente)
Pour les articles homonymes, voir Chazelles.
Chazelles (Chaselas en limousin, dialecte occitan) est une commune du Sud-Ouest de la France, située dans le département de la Charente (région Nouvelle-Aquitaine).
Ses habitants sont les Chazellois et les Chazelloises.

## Géographie

### Localisation et accès
La commune de Chazelles se trouve dans le département de la Charente, en région Nouvelle-Aquitaine.
Elle se situe à 19,5 km par la route à l'est d'Angoulême, préfecture du département, et à 13 km au sud de La Rochefoucauld-en-Angoumois, bureau centralisateur du canton de Val de Tardoire dont dépend la commune depuis 2015 pour les élections départementales.
Chazelles est une commune rurale et résidentielle, faisant partie de l'aire urbaine d'Angoulême, également proche du Périgord vert, qui commence à 15 km de là, à partir de la commune de Varaignes (Dordogne).
Les communes les plus proches sont : 
Pranzac (2,8 km), Saint-Germain-de-Montbron (4,9 km), Vouzan (5,1 km), Bouëx (5,2 km), Vilhonneur (5,6 km), Bunzac (6,1 km), Rancogne (6,2 km), Sers (6,6 km).
À l'écart des grandes voies de communication, Chazelles est desservie par peu de routes d'importance et on peut y accéder depuis Angoulême par la route de Montbron (D 699) et la D 412 depuis le Quéroy (commune de Mornac). Le bourg est situé à mi-distance entre la D 699 qui passe à 2,5 km au nord du bourg et la D 4, route d'Angoulême à Nontron qui passe au sud par Bouëx et Marthon.
La D 33 de La Rochefoucauld à Marthon par Pranzac qui longe la vallée du Bandiat dessert le bourg, ainsi que transversalement la D 73 de Bouëx à La Rochefoucauld par Saint-Paul.

### Communes limitrophes
| Mornac | Pranzac   | Moulins-sur-Tardoire      |
| Bouëx  | Chazelles | Saint-Germain-de-Montbron |
|        | Vouzan    |                           |

### Géologie et relief
Chazelles est positionnée en plein sur le karst de La Rochefoucauld, bloc calcaire parcouru par de nombreuses fissures, dans lesquelles coulent des eaux souterraines. Le terrain date du Jurassique moyen à supérieur (Bajocien à l'est, à Oxfordien à l'ouest).
Les flancs de la vallée du Bandiat sont recouverts par endroits par des colluvions, sables argileux, tandis que le fond est occupé par des alluvions (sable et galets) datant du quaternaire (Pléistocène),,.
La nature du sol explique la présence de nombreuses cavités et grottes dans les environs et la commune, les plus connues étant les grottes du Quéroy. Accessoirement, ce sol calcaire explique aussi l'absence notable de caves dans la plupart des maisons chazelloises, tandis que comme partout en Charente (mais peut-être plus qu'ailleurs) des puits à usage domestique ont été aménagés dans les cavités déjà naturellement creusées par les eaux.
Le relief de la commune est celui d'un plateau d'une altitude moyenne de 120 m. La vallée du Bandiat traverse la commune, elle est large et peu encaissée. Le point culminant de la commune est à une altitude de 146 m, situé à l'ouest, aux grottes du Quéroy. Le point le plus bas est à 84 m, situé dans la vallée du Bandiat au nord du bourg. Celui-ci, situé au bord de la vallée, est à environ 95 m d'altitude.

### Hydrographie

#### Réseau hydrographique
La commune est située dans le bassin versant de la Charente au sein  du Bassin Adour-Garonne. Elle est drainée par le Bandiat, Canal du Vieux Bandiat, et par un petit cours d'eau, qui constituent un réseau hydrographique de 15 km de longueur totale,.
Chazelles est traversée par le Bandiat, qui irrigue ses plaines et traverse son bourg. D'une longueur totale de 91,2 km, ce cours d'eau prend sa source en Haute-Vienne, dans la commune de La Chapelle-Montbrandeix, et se jette  dans la Tardoire à Agris, après avoir traversé 22 communes.
De par la nature karstique du sol, pas d'autre cours d'eau irrigue la commune. Les eaux souterraines glissent via un axe (schématique) allant de Montbron et La Rochefoucauld vers Touvre et Angoulême.

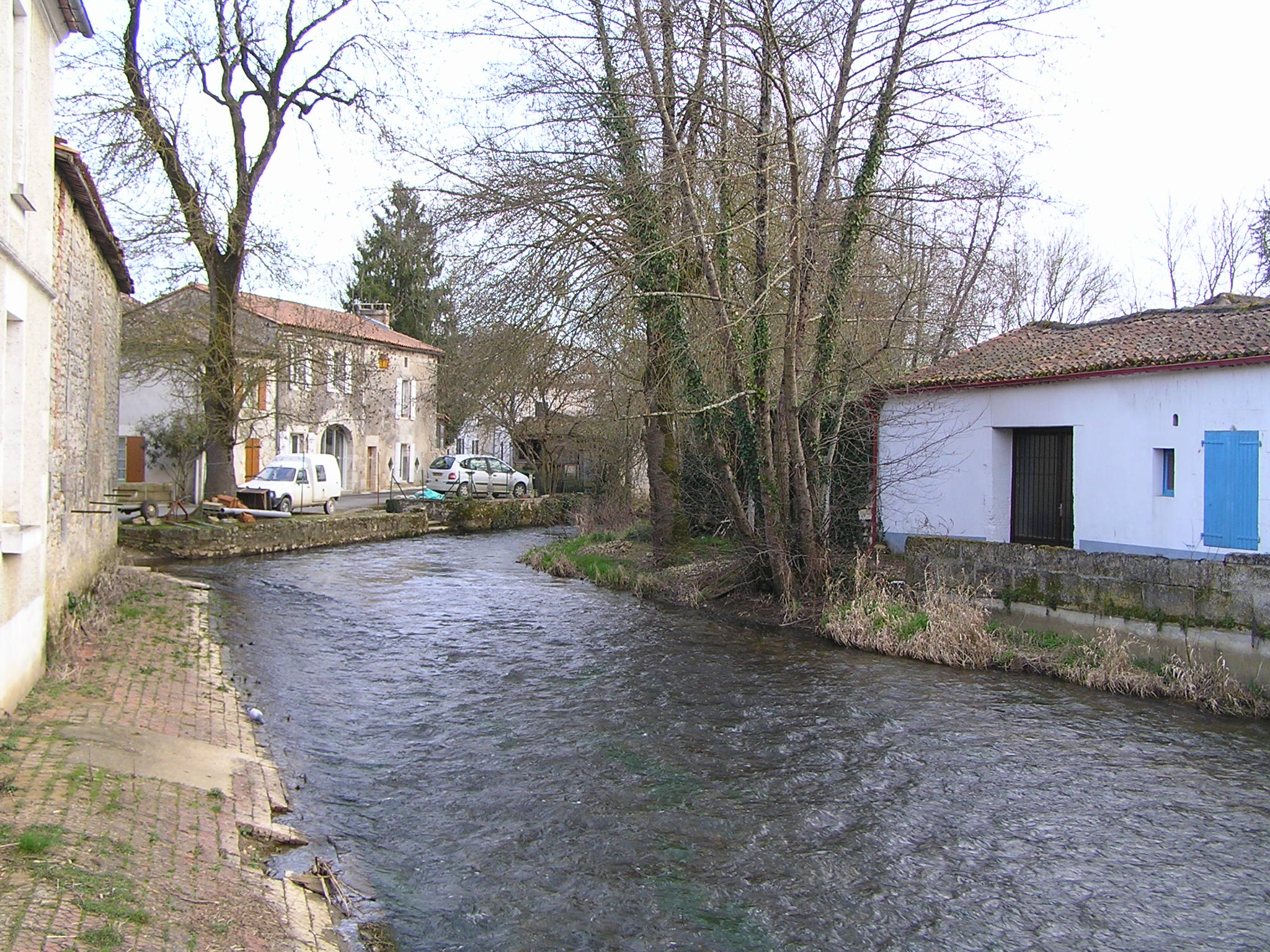
Le Bandiat.
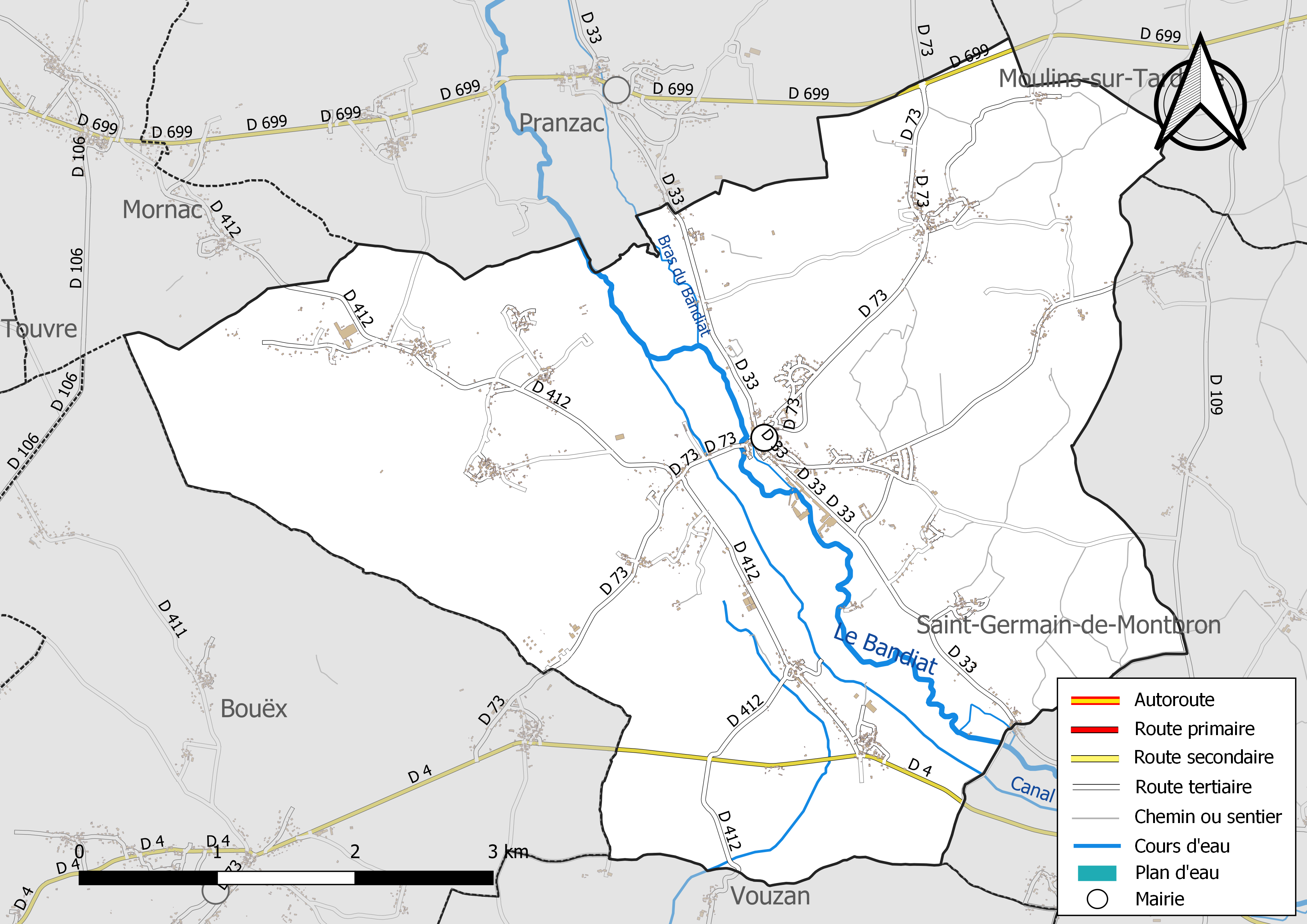
Réseaux hydrographique et routier de Chazelles

#### Gestion des eaux
Le territoire communal est couvert par le schéma d'aménagement et de gestion des eaux (SAGE) « Charente ». Ce document de planification, dont le territoire correspond au bassin de la Charente, d'une superficie de 9 300 km2, a été approuvé le 19 novembre 2019. La structure porteuse de l'élaboration et de la mise en œuvre est l'établissement public territorial de bassin Charente. Il définit sur son territoire les objectifs généraux d’utilisation, de mise en valeur et de protection quantitative et qualitative des ressources en eau superficielle et souterraine, en respect des objectifs de qualité définis dans le troisième SDAGE  du Bassin Adour-Garonne qui couvre la période 2022-2027, approuvé le 10 mars 2022.

### Climat
Comme dans les trois quarts sud et ouest du département, le climat est océanique aquitain.

## Urbanisme

### Typologie
Au 1er janvier 2024, Chazelles est catégorisée commune rurale à habitat dispersé, selon la nouvelle grille communale de densité à 7 niveaux définie par l'Insee en 2022.
Elle est située hors unité urbaine. Par ailleurs la commune fait partie de l'aire d'attraction d'Angoulême, dont elle est une commune de la couronne,. Cette aire, qui regroupe 94 communes, est catégorisée dans les aires de 50 000 à moins de 200 000 habitants,.

### Occupation des sols
L'occupation des sols de la commune, telle qu'elle ressort de la base de données européenne d’occupation biophysique des sols Corine Land Cover (CLC), est marquée par l'importance des territoires agricoles (67,3 % en 2018), une proportion sensiblement équivalente à celle de 1990 (67,9 %). La répartition détaillée en 2018 est la suivante : 
terres arables (33,7 %), zones agricoles hétérogènes (26,7 %), forêts (25,3 %), prairies (6,9 %), zones urbanisées (5,7 %), milieux à végétation arbustive et/ou herbacée (1,7 %). L'évolution de l’occupation des sols de la commune et de ses infrastructures peut être observée sur les différentes représentations cartographiques du territoire : la carte de Cassini (XVIIIe siècle), la carte d'état-major (1820-1866) et les cartes ou photos aériennes de l'IGN pour la période actuelle (1950 à aujourd'hui).

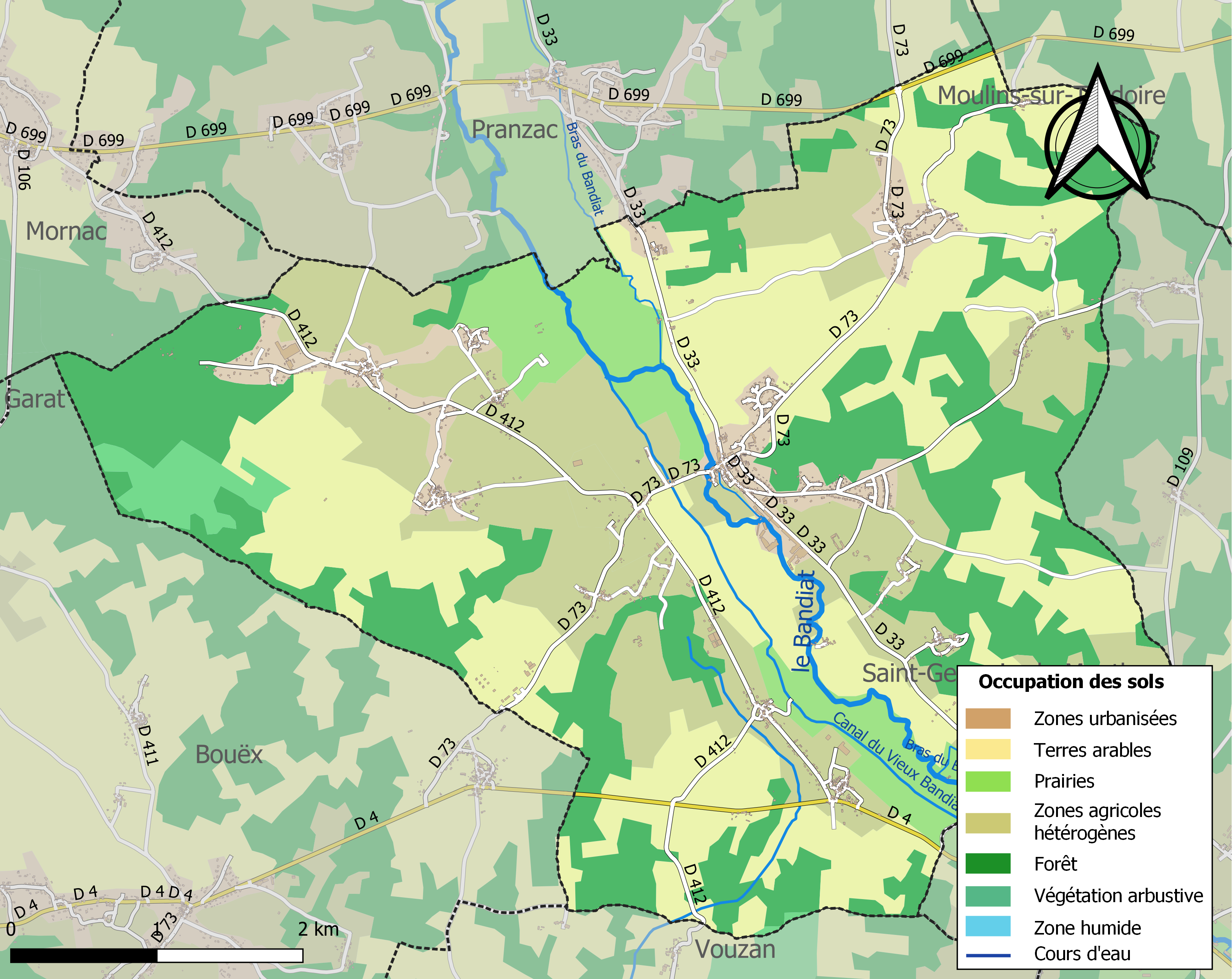
Carte des infrastructures et de l'occupation des sols de la commune en 2018 (CLC).

### Hameaux et lieux-dits
Affichant une densité démographique de 59 habitants/km2, Chazelles voit sa population répartie en de multiples lieux-dits appelés « villages » tant ils sont organisés socialement distinctement. Ainsi Chazelles n'est pas une commune macrocéphale, mais se constitue de plusieurs petits hameaux disséminés. Les principaux sont, hormis le bourg, la Gare, la Combe, Saint-Paul, le Luquet, la Morandie, la Pipaudie, Treille, le Grand Maine, l'Age Martin, chez Picard, Rochepine, chez Poirier, la Chambaudie, les Prats.

### Risques majeurs
Le territoire de la commune de Chazelles est vulnérable à différents aléas naturels : météorologiques (tempête, orage, neige, grand froid, canicule ou sécheresse), inondations, feux de forêts et séisme (sismicité faible). Il est également exposé à un risque technologique, le transport de matières dangereuses. Un site publié par le BRGM permet d'évaluer simplement et rapidement les risques d'un bien localisé soit par son adresse soit par le numéro de sa parcelle.

#### Risques naturels
Certaines parties du territoire communal sont susceptibles d’être affectées par le risque d’inondation par débordement de cours d'eau, notamment le Bandiat. La commune a été reconnue en état de catastrophe naturelle au titre des dommages causés par les inondations et coulées de boue survenues en 1982, 1983, 1993 et 1999,.
Chazelles est exposée au risque de feu de forêt du fait de la présence sur son territoire des forêts domaniales de Bois Blanc et de la Braconne. Un plan départemental de protection des forêts contre les incendies (PDPFCI) a été élaboré pour la période 2017-2026, faisant suite à un plan 2007-2016. Les mesures individuelles de prévention contre les incendies sont précisées par divers arrêtés préfectoraux et s’appliquent dans les zones exposées aux incendies de forêt et à moins de 200 mètres de celles-ci. L’arrêté du 3 mai 2016 règlemente l'emploi du feu en interdisant notamment d’apporter du feu, de fumer et de jeter des mégots de cigarette dans les espaces sensibles et sur les voies qui les traversent sous peine de sanctions. L'arrêté du 27 décembre 2019 rend le débroussaillement obligatoire, incombant au propriétaire ou ayant droit,,,.

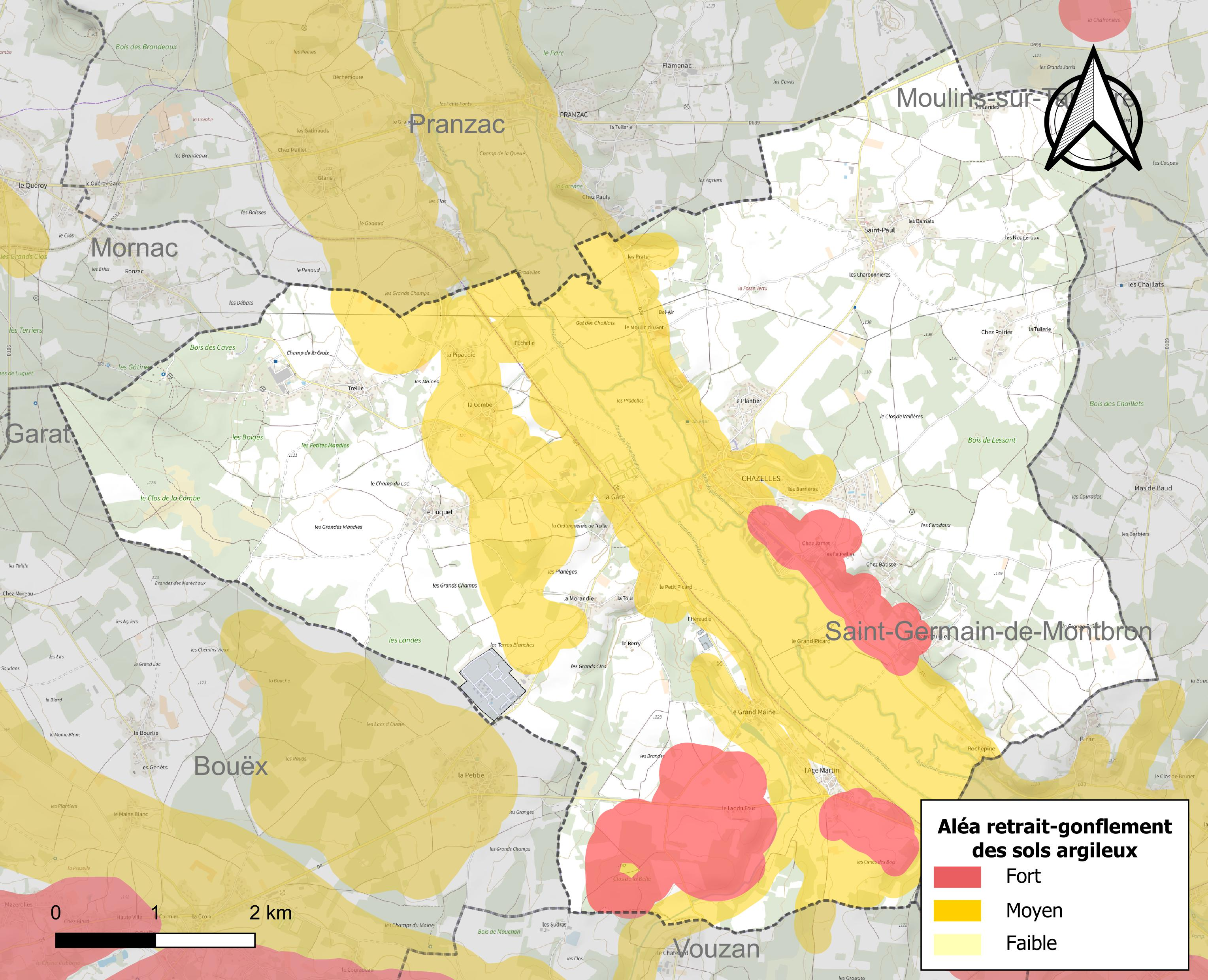
Carte des zones d'aléa retrait-gonflement des sols argileux de Chazelles.

Le retrait-gonflement des sols argileux est susceptible d'engendrer des dommages importants aux bâtiments en cas d’alternance de périodes de sécheresse et de pluie. 37 % de la superficie communale est en aléa moyen ou fort (67,4 % au niveau départemental et 48,5 % au niveau national). Sur les 770 bâtiments dénombrés sur la commune en 2019, 376 sont en aléa moyen ou fort, soit 49 %, à comparer aux 81 % au niveau départemental et 54 % au niveau national. Une cartographie de l'exposition du territoire national au retrait gonflement des sols argileux est disponible sur le site du BRGM,.
Par ailleurs, afin de mieux appréhender le risque d’affaissement de terrain, l'inventaire national des cavités souterraines permet de localiser celles situées sur la commune.
Concernant les mouvements de terrains, la commune a été reconnue en état de catastrophe naturelle au titre des dommages causés par la sécheresse en 1990 et 2011 et par des mouvements de terrain en 1999.

#### Risques technologiques
Le risque de transport de matières dangereuses sur la commune est lié à sa traversée par une ou des infrastructures routières ou ferroviaires importantes ou la présence d'une canalisation de transport d'hydrocarbures. Un accident se produisant sur de telles infrastructures est susceptible d’avoir des effets graves sur les biens, les personnes ou l'environnement, selon la nature du matériau transporté. Des dispositions d’urbanisme peuvent être préconisées en conséquence.

## Toponymie
Les formes anciennes sont prope Chasellas, de Chasellis vers 1300, de Chazellis (non daté).
L'origine du nom de Chazelles remonte à casellas (casa et suffixe diminutif -ella), qui signifie « petites maisons » (en ancien occitan ou roman), voire « hameau »,.

### Dialecte
La commune est dans la partie occitane de la Charente qui en occupe le tiers oriental, et le dialecte est limousin.
Elle se nomme Chaselas en occitan.

## Histoire
Chazelles est occupée dès le Néolithique comme l'attestent les vestiges trouvés dans les grottes du Quéroy composées d'une dizaine de salles reliées par des galeries aux stalactites remarquables de blancheur.
Le chemin des Anglais, voie médiévale supposée romaine d'Angoulême à Limoges, passait sur la limite nord de la commune près de Saint-Paul.
Sous l'Ancien Régime, les deux paroisses de Chazelles et de Saint-Paul dépendaient de la baronnie de Montbron.
Les plus anciens registres paroissiaux remontent à 1638 pour Chazelles, et 1664 pour Saint-Paul.
Au XVIIIe siècle, le fer de la vallée du Bandiat était acheminé par charrois jusqu'à la fonderie de Ruelle pour faire des canons, et faisait halte à la Pipaudie.
En 1838 s'installe à la Charbonnière (pour quatre ans) une école d'agriculture dans cette commune rurale qui produisait alors surtout des céréales, mais aussi du chanvre, des  châtaignes et du vin,.
En 1845 ont été réunies les deux communes de Chazelles et de Saint-Paul, sans opposition de part et d'autre.
Au début du XXe siècle s'installent des ateliers de taille de pierres,, favorisés par l'arrivée du chemin de fer, la ligne d'Angoulême à Nontron. La gare de Chazelles était en face du bourg, de l'autre côté du Bandiat. La ligne a été mise en service en 1870, et a été fermée au trafic voyageurs en 1940. Des marchandises ont continué à circuler entre le Quéroy-Pranzac et Marthon jusqu'en 1985, date de la dépose de la voie.
Une foire mensuelle, importante pour le bétail, se tenait le 11 au XIXe siècle, et le 7 au XXe siècle.

## Politique et administration
Créée Chazelle en 1793 dans le canton de Marton elle passe dans celui de La Rochefoucauld en 1801 et devient ensuite Chazelles.
En 2010, la commune de Chazelles a été récompensée par le label « Ville Internet @@@ ».
| Période                                  | Période  | Identité            | Étiquette | Qualité                                                      |
| ---------------------------------------- | -------- | ------------------- | --------- | ------------------------------------------------------------ |
| mars 1971                                | ?        | Henri Lavaud        | PS        | Médecin                                                      |
| 2001                                     | En cours | Jean-Marc Brouillet | SE        | Contrôleur de travaux Président de la communauté de communes |
| Les données manquantes sont à compléter. |          |                     |           |                                                              |

Le nombre d'habitants, au dernier recensement, étant compris entre 1500 et 2499, le nombre de membres du conseil municipal est de 19.

## Démographie

### Évolution démographique
L'évolution du nombre d'habitants est connue à travers les recensements de la population effectués dans la commune depuis 1793. Pour les communes de moins de 10 000 habitants, une enquête de recensement portant sur toute la population est réalisée tous les cinq ans, les populations de référence des années intermédiaires étant quant à elles estimées par interpolation ou extrapolation. Pour la commune, le premier recensement exhaustif entrant dans le cadre du nouveau dispositif a été réalisé en 2006.

En 2022, la commune comptait 1 550 habitants, en évolution de −0,13 % par rapport à 2016 (Charente : −0,48 %, France hors Mayotte : +2,11 %).
| 1793 | 1800 | 1806 | 1821  | 1831  | 1841  | 1846  | 1851  | 1856  |
| ---- | ---- | ---- | ----- | ----- | ----- | ----- | ----- | ----- |
| 810  | 825  | 874  | 1 029 | 1 025 | 1 088 | 1 184 | 1 248 | 1 164 |

| 1861  | 1866  | 1872  | 1876  | 1881  | 1886  | 1891  | 1896  | 1901  |
| ----- | ----- | ----- | ----- | ----- | ----- | ----- | ----- | ----- |
| 1 166 | 1 195 | 1 133 | 1 100 | 1 139 | 1 200 | 1 115 | 1 151 | 1 066 |

| 1906  | 1911  | 1921  | 1926  | 1931 | 1936 | 1946  | 1954 | 1962  |
| ----- | ----- | ----- | ----- | ---- | ---- | ----- | ---- | ----- |
| 1 113 | 1 090 | 1 082 | 1 079 | 993  | 978  | 1 004 | 968  | 1 112 |

| 1968  | 1975  | 1982  | 1990  | 1999  | 2006  | 2011  | 2016  | 2021  |
| ----- | ----- | ----- | ----- | ----- | ----- | ----- | ----- | ----- |
| 1 067 | 1 065 | 1 315 | 1 428 | 1 391 | 1 501 | 1 488 | 1 552 | 1 563 |

| 2022  | - | - | - | - | - | - | - | - |
| ----- | - | - | - | - | - | - | - | - |
| 1 550 | - | - | - | - | - | - | - | - |

### Pyramide des âges
En 2018, le taux de personnes d'un âge inférieur à 30 ans s'élève à 30,6 %, soit au-dessus de la moyenne départementale (30,2 %). À l'inverse, le taux de personnes d'âge supérieur à 60 ans est de 29,1 % la même année, alors qu'il est de 32,3 % au niveau départemental.
En 2018, la commune comptait 789 hommes pour 792 femmes, soit un taux de 50,09 % de femmes, légèrement inférieur au taux départemental (51,59 %).
Les pyramides des âges de la commune et du département s'établissent comme suit.
| Hommes | Classe d’âge | Femmes |
| ------ | ------------ | ------ |
| 0,6    | 90 ou +      | 1,8    |
| 6,7    | 75-89 ans    | 8,8    |
| 20,5   | 60-74 ans    | 19,8   |
| 20,7   | 45-59 ans    | 22,3   |
| 20,1   | 30-44 ans    | 17,5   |
| 13,4   | 15-29 ans    | 12,1   |
| 18,0   | 0-14 ans     | 17,8   |

| Hommes | Classe d’âge | Femmes |
| ------ | ------------ | ------ |
| 1      | 90 ou +      | 2,7    |
| 9,2    | 75-89 ans    | 12     |
| 20,6   | 60-74 ans    | 21,3   |
| 20,7   | 45-59 ans    | 20,3   |
| 16,8   | 30-44 ans    | 16     |
| 15,6   | 15-29 ans    | 13,4   |
| 16,1   | 0-14 ans     | 14,3   |

### Remarques
Chazelles a absorbé Saint-Paul en 1845.
Chazelles a passé en 2006 le cap des 1 500 habitants, et la préfecture de Charente a retenu le chiffre de 19 conseillers municipaux lors du scrutin de 2008.

## Économie

### Agriculture
La viticulture occupe une petite partie de l'activité agricole. La commune est située dans les Bons Bois, dans la zone d'appellation d'origine contrôlée du cognac.

### Industrie
La commune de Chazelles est avant tout connue pour son sol calcaire pur, qui fut, comme ailleurs en Charente, la principale source de travail durant de nombreuses décennies. Si bien que Chazelles se revendique « capitale de la pierre », comme le rappelle une statue installée à proximité de l'ancienne gare. Quelques entreprises subsistent témoignant de ce savoir-faire.
Cependant, malgré ce que prétend une légende persistante, arguant notamment du fait que New York a été fondé sur un site autrefois appelé « La Nouvelle Angoulême », il n'y a pas de pierre de Chazelles utilisée pour le socle de la statue de la Liberté à New York, qui est en fait constitué de béton et de granit provenant du Connecticut.
Plusieurs usines sont présentes, un fabricant de cheminées, inserts et poêles (Chazelles-Dargemont), la scierie de parquets et lambris Plazer frères, les baignoires Sucal et l'usine d'emballage pharmaceutique Packetis (groupe autrichien MMP).
Une station de recompression du réseau de gaz naturel (GRTgaz) est sur la commune.

### Commerces

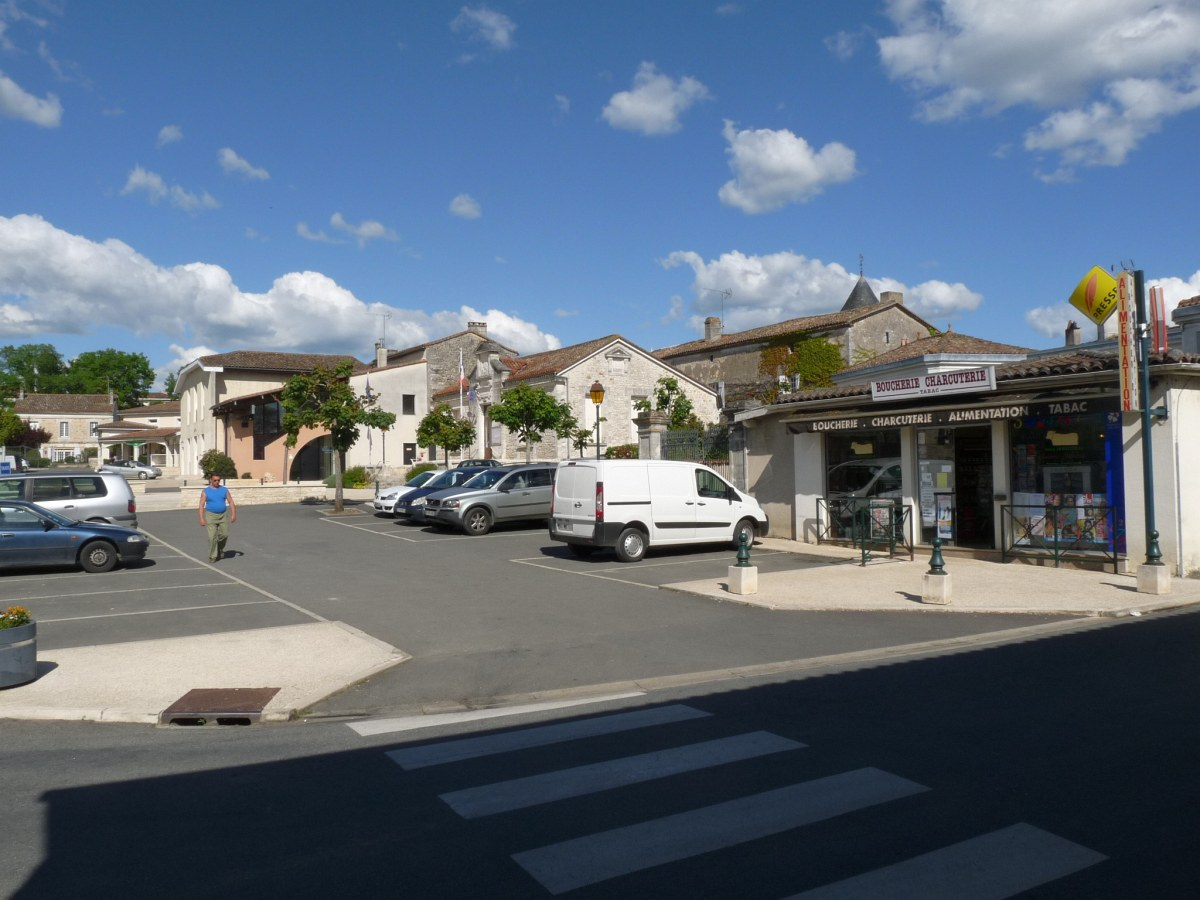
Place centrale et commerces.

Un boucher qui fait aussi une alimentation générale, tabac et presse et une alimentation générale qui livre à domicile.
Un boulanger, qui fait aussi des tournées dans les villages avoisinants.

### Artisans
En plus du salon de coiffure, se trouvent des artisans du bâtiment, maçons, plâtrier, peintre, charpentier, menuisiers, serrurier, tailleur de pierres, scieurs, et de l'agro-alimentaire, horticulteurs, éleveur de volailles.

## Équipements, services et vie locale

### Enseignement

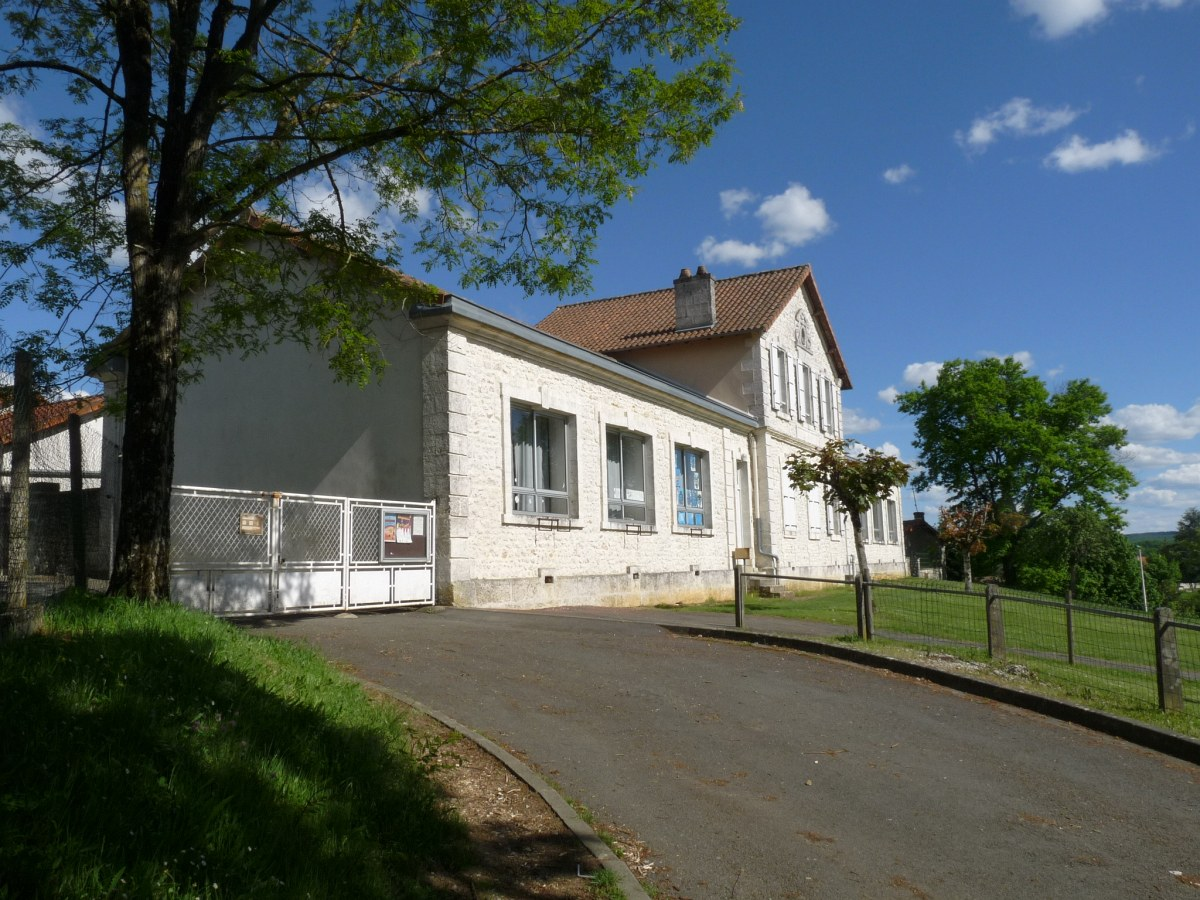
L'école en haut du bourg.

Chazelles possède une école primaire Jean-Jaurès. L'école maternelle et l'école élémentaire comprennent chacune quatre classes.
Le secteur du collège est La Rochefoucauld.

### Santé
Chazelle a une maison médicale avec médecins, dentistes, kinésithérapeute, infirmière et une pharmacie.

### Autres services
Un office notarial.
En 2008, la commune a reçu le label « Ville Internet @@@ »

## Culture locale et patrimoine

### Lieux et monuments

#### Patrimoine religieux
L'église paroissiale Saint-Martin, unie au chapitre cathédral au XIIIe siècle, existait dès le début du XIIe siècle, ce qui est attesté par une date sur un chapiteau lui ayant appartenu et déposé au musée archéologique. Le clocher et le transept sont du début du XIIIe siècle. Elle a été souvent réparée, l'abside, probablement semi-circulaire, a été transformée ensuite en chevet plat, puis allongée, en 1854 et en 1882, la nef a été recouverte de voûtes en briques. Sont à signaler, d'une part appuyé contre la façade, un sarcophage en bâtière, dont la base est formée de trois arcs trilobés et, d'autre part, dans la sacristie, un fer à hostie du XVe siècle classé à titre d'objet,.

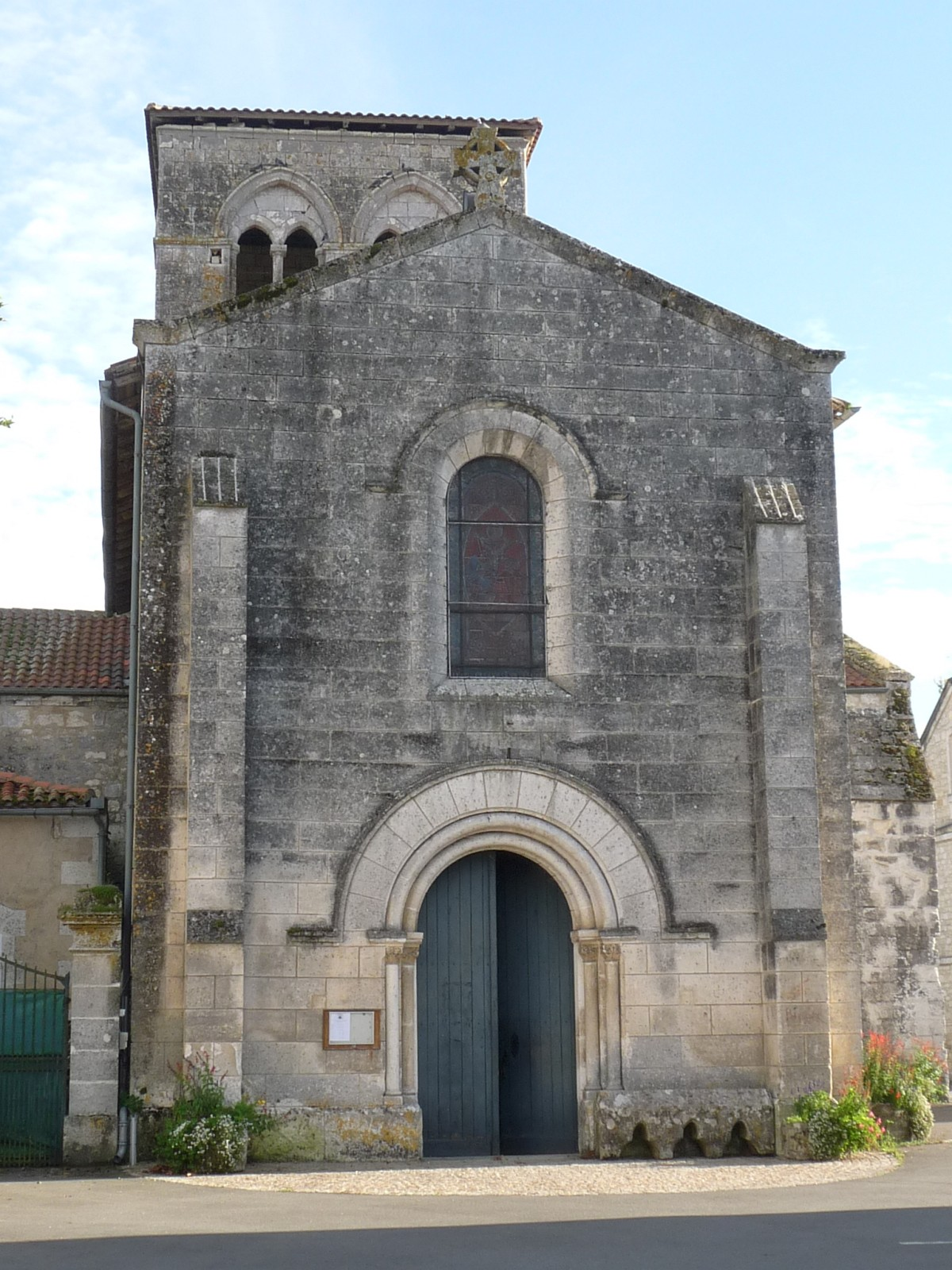
La façade avec le sarcophage.
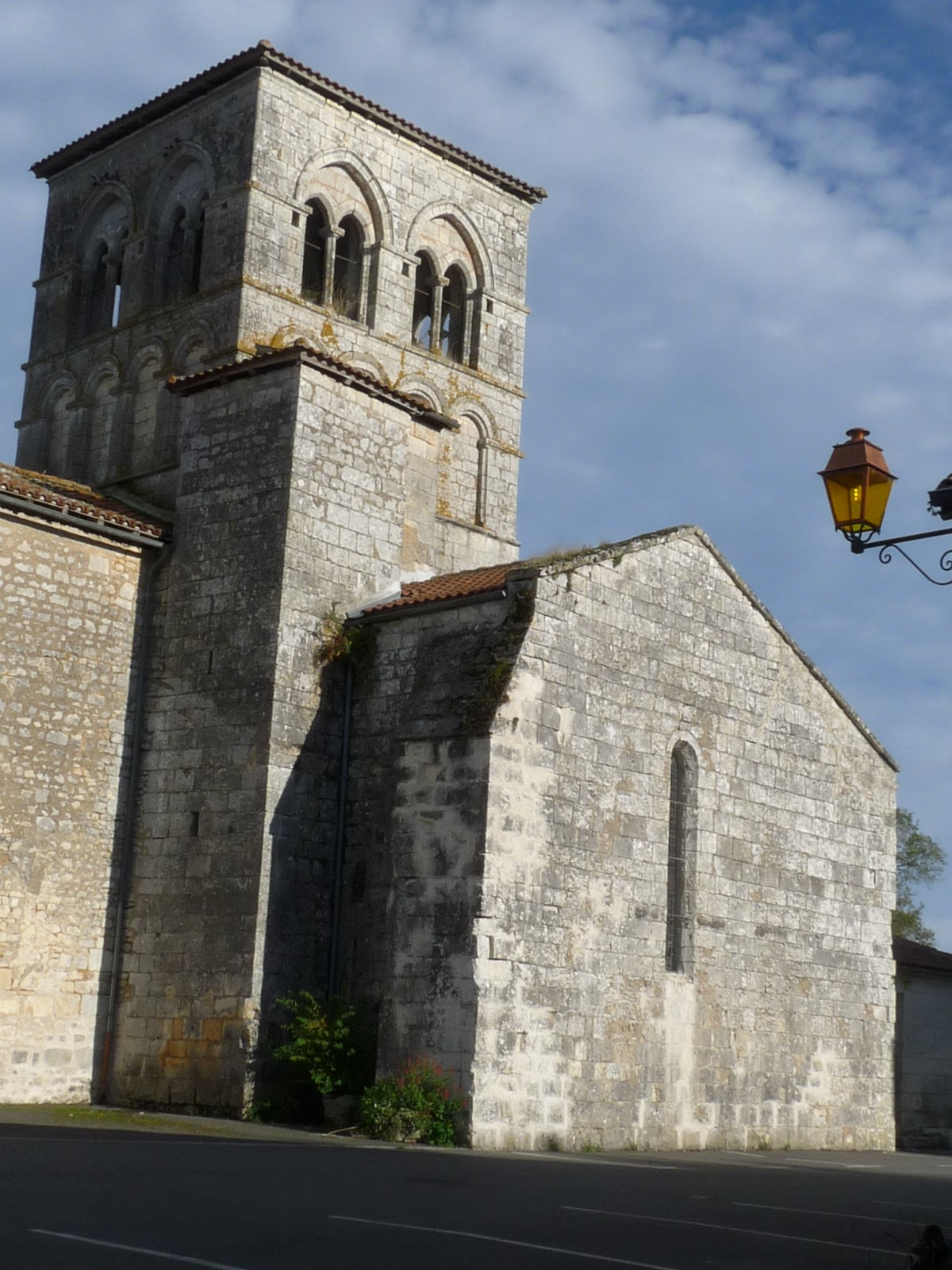
Le clocher.
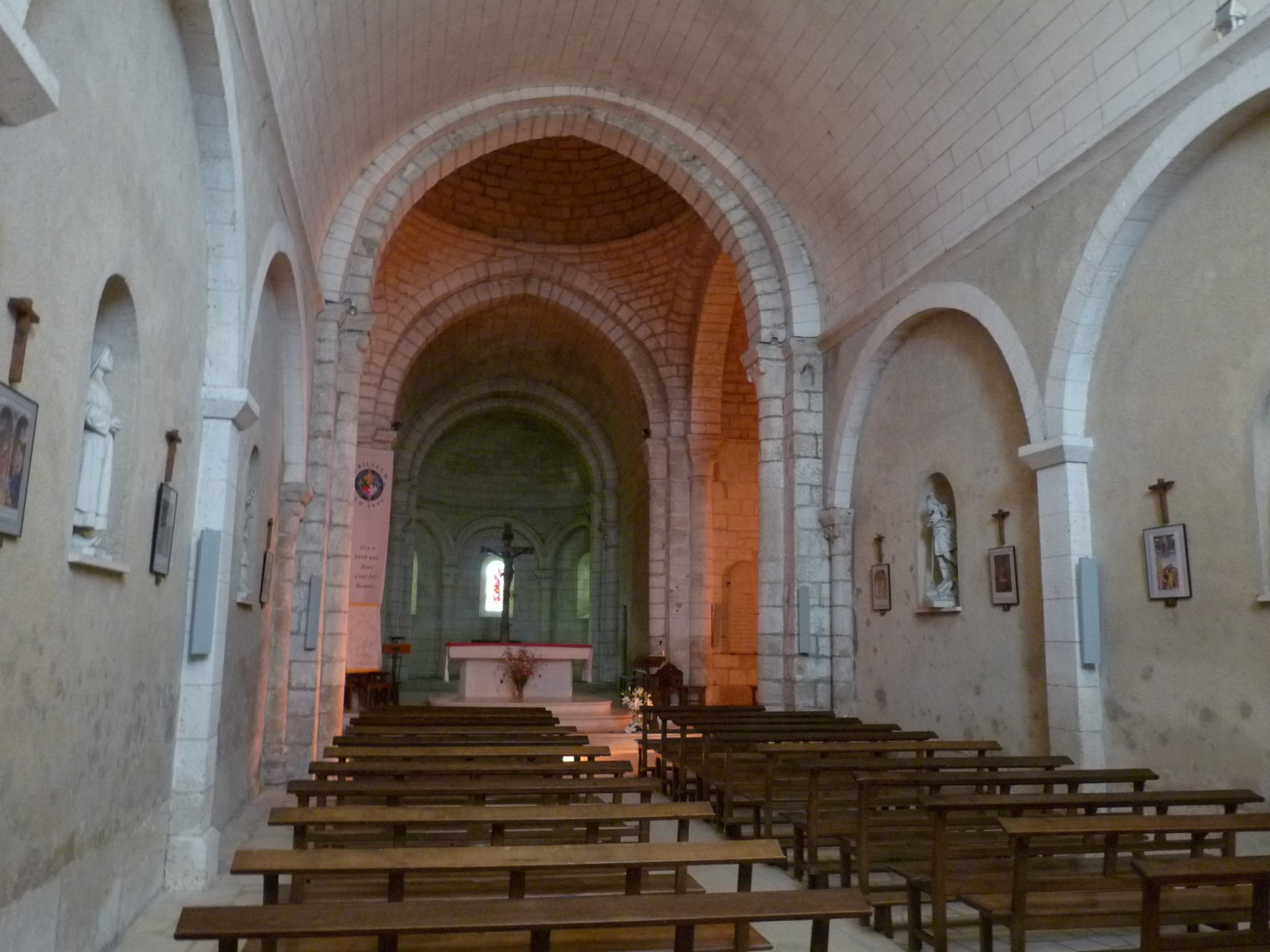
La nef.

L'église Saint-Paul, ancienne église paroissiale située au lieu-dit éponyme, a été unie à Saint-Martin depuis 1845. Elle a été restaurée au XVIIe siècle et classée monument historique par arrêté du 25 mars 1977.

#### Patrimoine civil
Les grottes du Quéroy habitées depuis le Néolithique sont visitables l'été.
Le logis des Dumas, situé dans le bourg derrière la mairie, date initialement des XVe et XVIe siècles.
Le portique de la gare qui servait à charger les blocs de pierre sur les trains, est, à l'initiative de l'association locale "Les chats huants", qui œuvre à la valorisation du patrimoine chazellois depuis 2007, en procédure de classement. Le conseil municipal a voté le 10 avril 2008 une délibération demandant officiellement à la DRAC le lancement de la procédure, qui ne devrait pas aboutir avant 2009 au moins.

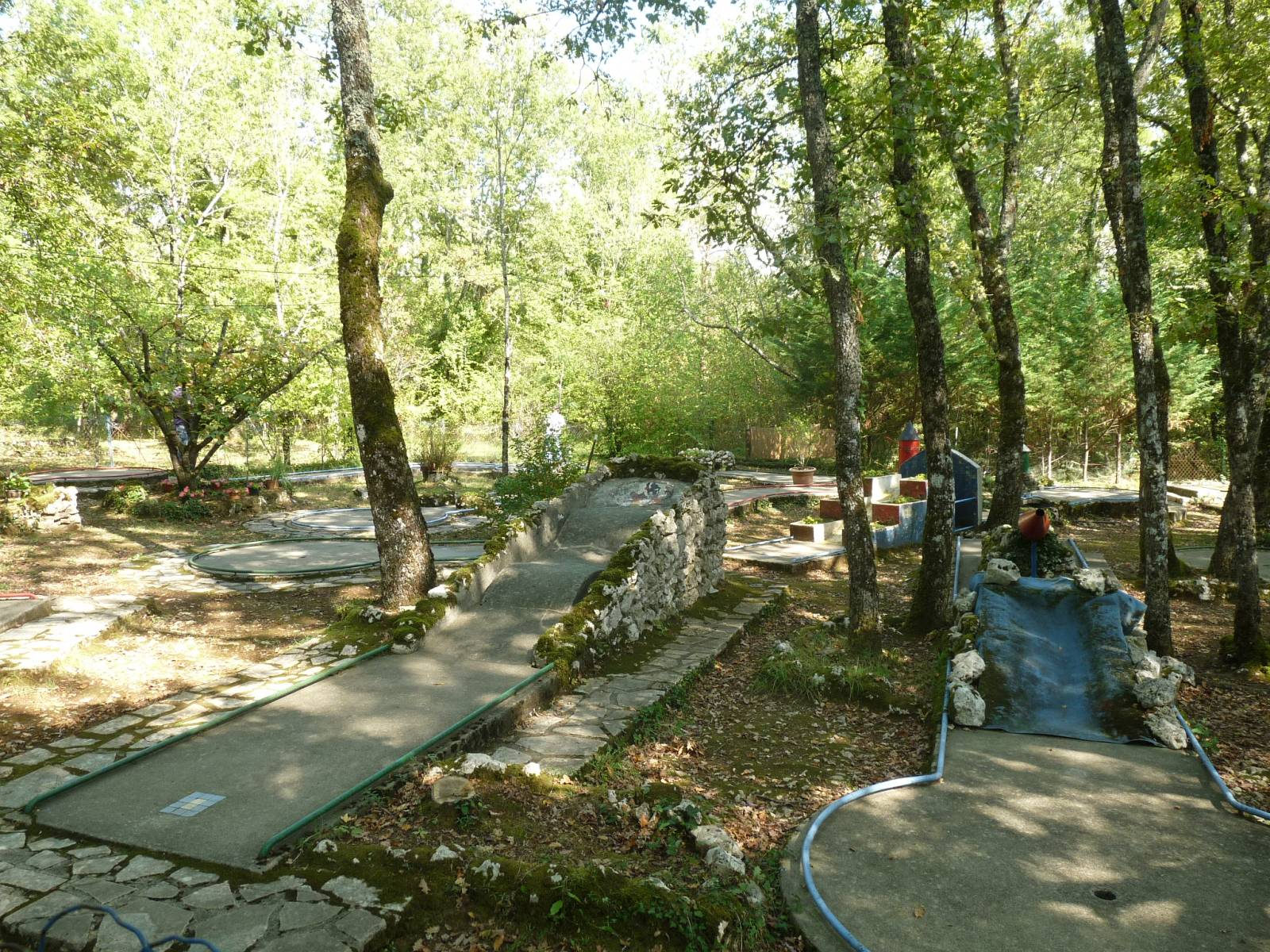
Le mini-golf des grottes du Quéroy.
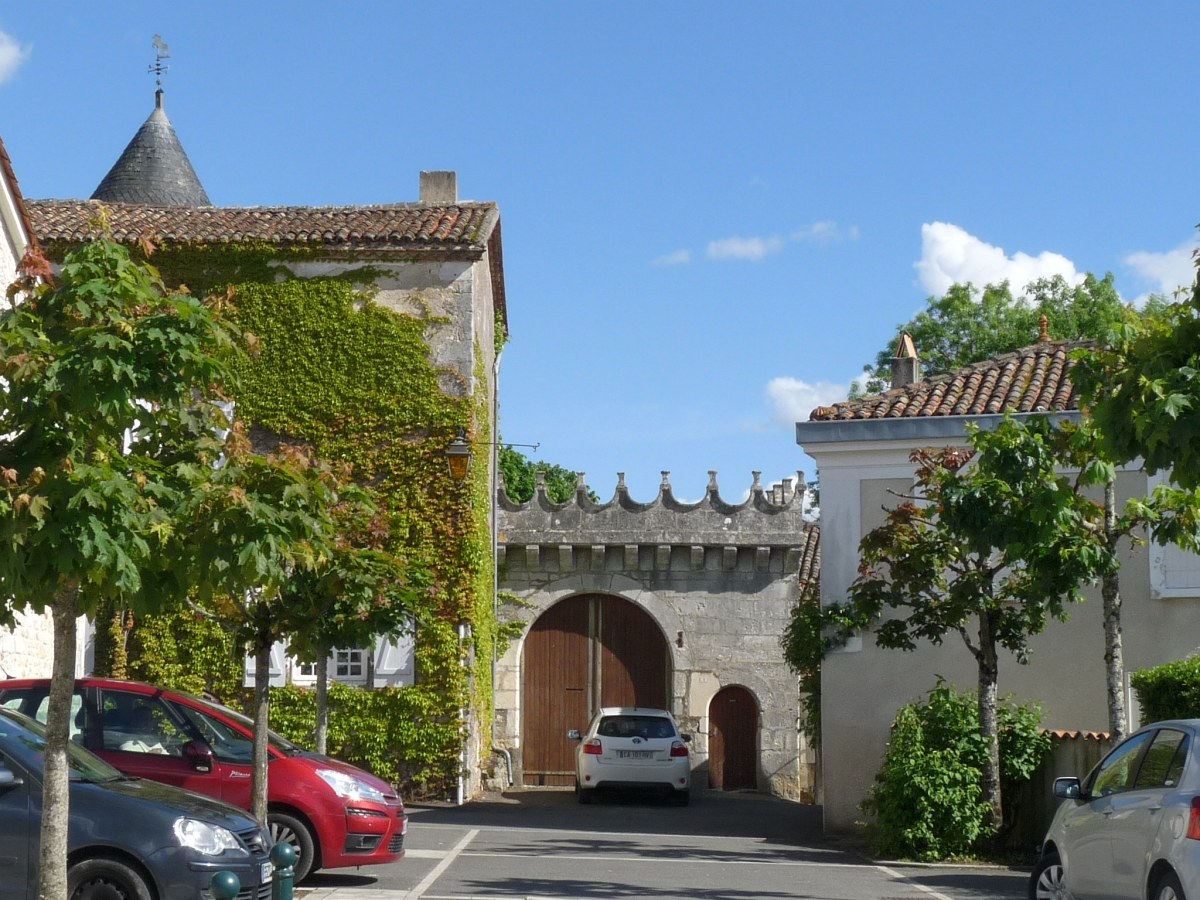
Le logis des Dumas.
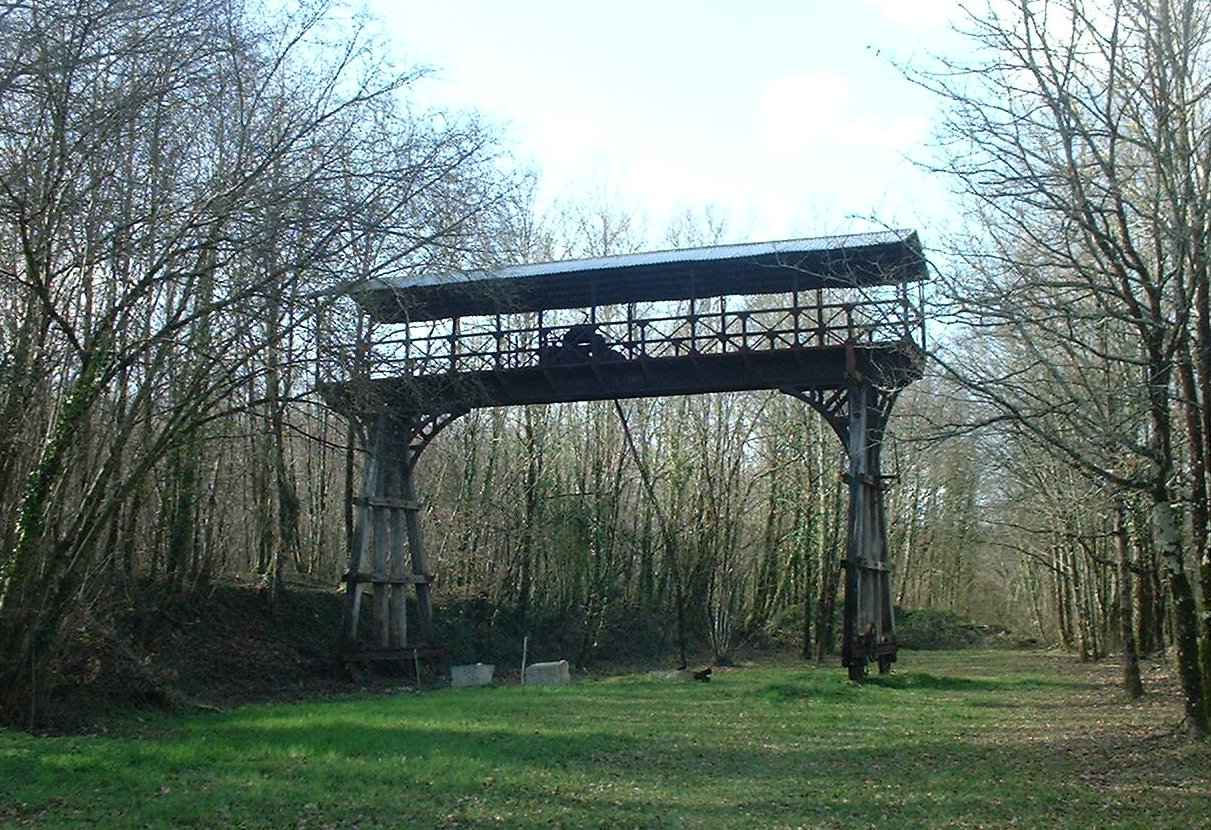
Ancien portique de la gare.

### Patrimoine naturel
Les bords du Bandiat et moulins du bourg, du Picard, et de Rochepine sont en zone Natura 2000.
La promenade de l'ancienne voie ferrée (voie Angoulême-Thiviers, désaffectée) - Cette voie ferrée reliait sur une petite trentaine de kilomètres Pranzac à Nontron en Dordogne. Chazelles est la deuxième commune traversée à partir de la naissance de la ligne, qui intervient à partir de la voie ferrée Angoulême - Limoges sous la forme d'un embranchement ferré à Pranzac. Rails et traverses ont été retirés et, à Chazelles seulement, remplacés par un remblai calcaire rendant le tracé tout à fait praticable à pied, à vélo ou en poussette. Ce lieu de promenade est prisé des riverains mais demeure malgré tout parfois méconnu des Chazellois. Un projet d'aménagement de l'ensemble de la piste, entre Pranzac et Nontron est envisagé à l'état d'ébauche, mais reste freiné par le morcellement administratif du parcours (à cheval sur deux départements, au moins une dizaine de communes et cinq ou six communautés de communes).
Le GR 4 qui va de Royan à Grasse traverse aussi le nord de la commune par les grottes du Quéroy.

### Personnalités liées à la commune

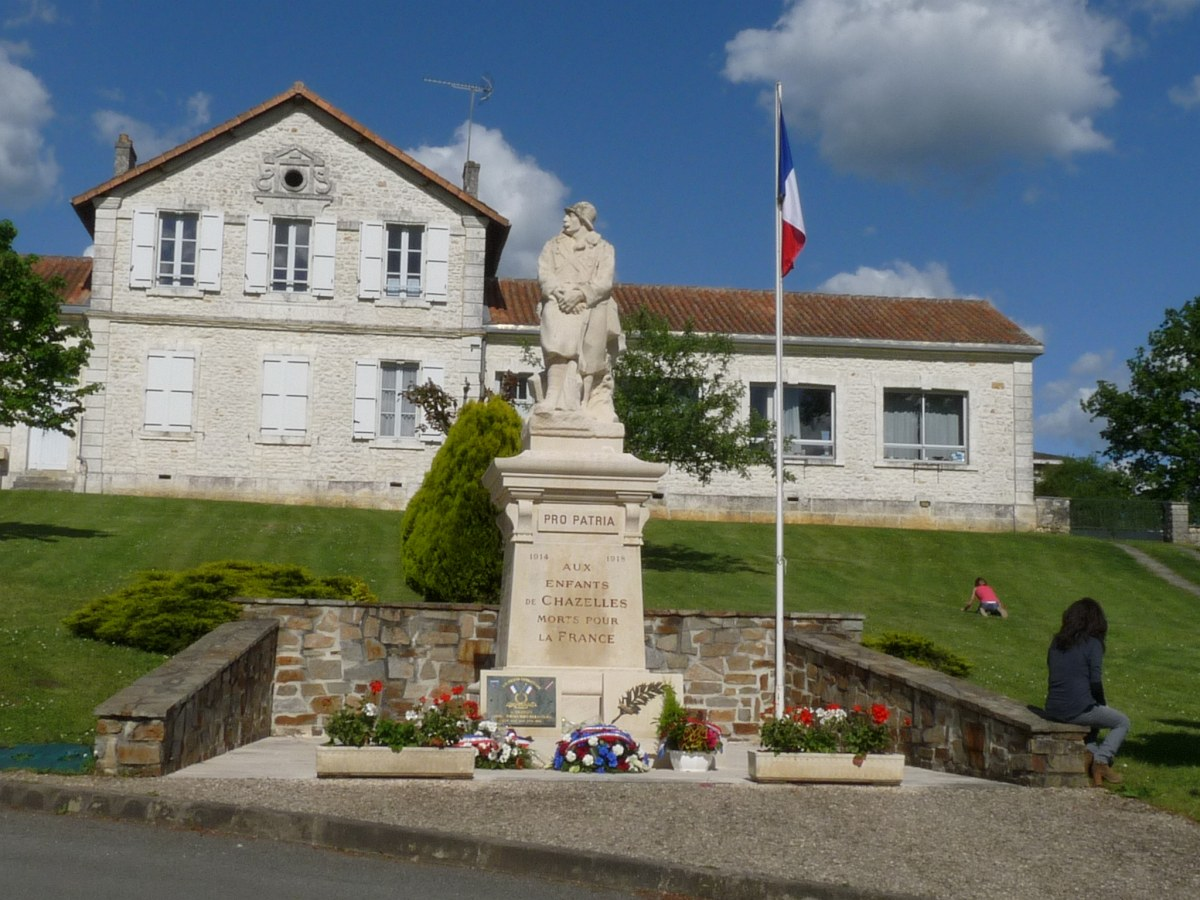
Le monument aux morts, devant l'école.

- Laurent Deviau de Saint-Sauveur (1756-1836), général de brigade, est né à Chazelles.
- Louis Favraud (1920-1944), résistant, né à Chazelles, mort en action à Lussac-les-Églises[55].